# The Album
The Album je páté studiové album švédské hudební skupiny ABBA, vydané 12. prosince 1977 ve Švédsku spolu s celovečerním filmem ABBA: The Movie.
Obsahuje známé singly Take a Chance on Me, The Name of the Game, skladbu, která je nazývána „písní na rozloučenou skupiny ABBA“ (goodbye song) Thank You for the Music, přestože byla vydána pět let před její dlouhodobou přestávkou, respektive definitivním rozpadem. Další ze skladeb Hole In Your Soul, byla nejčastěji hrána jako poslední píseň koncertu, včetně jejich závěrečného turné v roce 1979. Zbývajícími singly desky jsou One Man, One Woman a I'm A Marionette.
Na kompaktním disku album poprvé vyšlo v roce 1984. Celkově bylo čtyřikrát digitálně remasterováno, a to v letech 1997, 2001, 2005, tehdy jako součást box setu The Complete Studio Recordings a naposledy roku 2007 ve formě dvou disků v Deluxe Edition.

## Seznam skladeb na LP
Všechny písně napsali a složili Benny Andersson & Björn Ulvaeus.
strana A
1. Eagle – 5:51
2. Take a Chance on Me – 4:05
3. One Man, One Woman – 4:25
4. The Name of the Game – 4:54

Strana B
1. Move On – 4:42
2. Hole in Your Soul – 3:41

The Girl With The Golden Hair - 3 scenes from a mini-musical -
1. Thank You for the Music – 3:48
2. I Wonder (Departure) – 4:33
3. I'm a Marionette – 3:54

(P) 1977 Polar Music International AB, Stockholm
Pomoc s texty k písním "The Name of the Game", "Move On" a "I Wonder (Departure)" Stig Anderson.

## Další vydání CD a bonusové skladby
The Album bylo remasterováno a vydáno v roce 1997 bez bonusových skladeb.
The Album bylo remasterováno a vydáno v roce 2001 s jedním bonusem:
1. Thank You for the Music (verze Doris Day ) (B. Andersson, B. Ulvaeus) – 4:03

The Album bylo remasterováno a vydáno v roce 2005 jako součást box setu The Complete Studio Recordings s několika bonusy:
1. Al Andar (B. Andersson, S. Anderson, B. Ulvaeus, překlad do španělštiny: Buddy McCluskey, Mary McCluskey) – 4:43
  - španělská verze Move On.
2. Gracias Por La Música (B. Andersson, B. Ulvaeus, překlad do španělštiny: B. McCluskey, M. McCluskey) – 3:49
  - španělská verze Thank You for the Music.

Vokály skladeb 10–11 byly nahrány v lednu 1980. Tyto dvě písně jsou z alba Gracias Por La Música (Septima SRLM 1, 23. července 1980).

The Album bylo opět vydáno 15. října 2007 k 30. výročí původní verze v rámci Deluxe Edition'. Obsahuje stejné skladby jako na CD z roku 2005 rs dalšími šesti bonusy:
1. Eagle (B. Andersson, B. Ulvaeus) - 4:25
2. Take a Chance on Me (živá verze; alternativní mix) (B. Andersson, B. Ulvaeus) - 4:25
  - původně vydáno jako B–strana na singlu I Have a Dream z roku 1979
3. Thank You for the Music (verze Doris Day) (B. Andersson, B. Ulvaeus) - 4:03
4. Al Andar (B. Andersson, S. Andersson, B. Ulvaeus, překlad do španělštiny: B. McCluskey, M. McCluskey) – 4:43
5. I Wonder (Departure) (živá verze) (B. Andersson, S. Anderson, B. Ulvaeus) - 4:27
  - původně vydáno jako B–strana na singlu The Name of the Game z roku 1977
6. Gracias Por La Música (B. Andersson, B. Ulvaeus, překlad do španělštiny: B. McCluskey, M. McCluskey) – 3:49

Deluxe Edition byla vydána spolu s DVD obsahující tyto videoklipy:

1. Eagle/Thank You for the Music (Star Parade, ZDF)
2. Take a Chance on Me (Am Laufenden Band, Radio Bremen)
3. The Name of the Game (ABBA Special, TBS)
4. Thank You for the Music (Mike Yarwood’s Christmas Show, BBC)
5. Take a Chance on Me (Star Parade, ZDF)
6. ABBA on tour in 1977 (Rapport, SVT)
7. Recording ABBA – The Album (Gomorron Sverige, SVT)
8. ABBA in London, únor 1978 (Blue Peter, BBC)
9. ABBA in America, květen 1978 (Rapport, SVT)
10. ABBA – The Album Television Commercial I (UK)
11. ABBA – The Album Television Commercial II (Austrálie)
12. International Sleeve Gallery

The Album bylo opět vydáno v roce 2008 v rámci box setu The Albums bez dalších bonusových skladeb.

## Singly
1. The Name of the Game/I Wonder (live) (říjen 1977)
2. Take a Chance on Me/I'm a Marionette (leden 1978)
3. One Man, One Woman/Eagle (limitovaná série) (1978) (pouze na Tchaj-wanu)
4. Eagle" (single edit)/Thank You for the Music (květen 1978)
5. Thank You for the Music / Eagle (limitovaná série) (1978 (pouze v Chile))
6. Move On/Mamma Mia (1978) (pouze v Chile)

## Obsazení
ABBA
- Benny Andersson – klávesové nástroje, zpěv, doprovodný zpěv
- Agnetha Fältskog – zpěv, doprovodný zpěv
- Anni-Frid Lyngstadová – zpěv, doprovodný zpěv
- Björn Ulvaeus – akustická a elektrická kytara, zpěv, doprovodný zpěv

Další obsazení
- Ola Brunkert – bubny
- Lars Carlsson – flétna, saxofon
- Malando Gassama – perkuse
- Rutger Gunnarsson – basová kytara
- Roger Palm – bubny
- Janne Schaffer – kytara
- Lasse Wellander – kytara

## Produkce
- producenti: Benny Andersson, Björn Ulvaeus
- aranžmá: Benny Andersson, Björn Ulvaeus
- inženýr: Michael B. Tretow
- aranžmá smyčcových nástrojů: Rutger Gunnarsson
- obal: Rune Söderqvist
- fotograf: Barry Levine
- osvětlení: Björn Andersson, Rune Söderqvist
- Remastering 1997 provedli Jon Astley a Tim Young spolu s Michaelem B. Tretowem
- Remastering 2001 provedli Jon Astley s Michaelem B. Tretowem
- Remastering 2005 provedl ve Studiu Recordings Box Set Henrik Jonsson

## Hitparády
Album
| Rok       | Země/Hitparáda                    | Pořadí |
| --------- | --------------------------------- | ------ |
| 1978      | UK/Albums Chart                   | 1      |
| 1978      | USA/Billboard 200                 | 14     |
| 1978      | Kanada/RPM Chart                  | 8      |
| 1978      | Kanada/CRIA Chart                 | 7      |
| 1978      | Nový Zěland                       | 1      |
| 1978      | Austrálie                         | 4      |
| 1978      | Rakousko                          | 2      |
| 1978      | Mexiko/International Albums Chart | 1      |
| 1977/1978 | Norsko                            | 1      |
| 1978      | Švédsko                           | 1      |

Singly - UK
| Rok  | Singl                | Hitparáda        | Pořadí |
| ---- | -------------------- | ---------------- | ------ |
| 1977 | The Name of the Game | UK Singles Chart | 1      |
| 1978 | Take a Chance on Me  | UK Singles Chart | 1      |

Singly - Norsko
| Rok  | Singl                | Hitparáda                 | Pořadí |
| ---- | -------------------- | ------------------------- | ------ |
| 1977 | The Name of the Game | Norská singlová hitparáda | 3      |
| 1978 | Take a Chance on Me  | Norská singlová hitparáda | 8      |

Singly - Severní Amerika
| Rok  | Singl                | Hitparáda                          | Pořadí |
| ---- | -------------------- | ---------------------------------- | ------ |
| 1977 | The Name of the Game | Billboard Hot 100 - USA            | 12     |
| 1978 | The Name of the Game | Billboard Adult Contemporary - USA | 9      |
| 1978 | Take a Chance on Me  | Billboard Hot 100                  | 3      |
| 1978 | Take a Chance on Me  | Adult Contemporary                 | 9      |
| 1977 | The Name of the Game | RPM Singles - Kanada               | 14     |
| 1977 | The Name of the Game | RPM Adult Contemporary - Kanada    | 12     |
| 1977 | The Name of the Game | CRIA Singles - Kanada              | 15     |
| 1977 | The Name of the Game | RPM Singles - Kanada               | 3      |
| 1977 | The Name of the Game | RPM Adult Contemporary - Kanada    | 7      |
| 1977 | The Name of the Game | CRIA Singles - Kanada              | 7      |